# Felix Gad Sulman
Felix Gad Sulman (hebräisch פליקס גד סולמן; geboren 30. März 1907 in Berlin als Felix Sulman; gestorben 20. September 1986 in Jerusalem) war ein deutsch-israelischer Mediziner.

## Leben
Felix Sulmann war ein Sohn des Kaufmanns Bernhard Sulmann und der Hedwig Wittkowski. Er heiratete 1934 die Biologin Edith Grzebinasch, sie hatten zwei Söhne.
Er studierte ab 1925 Tiermedizin und gleichzeitig auch Medizin an der Universität Berlin. Er erhielt 1929 die Approbation als Tierarzt und wurde 1931 promoviert. Das Studium der Humanmedizin schloss er 1932 ab. Nebenher studierte er Klavier, Gitarre und Chorgesang am Berliner Konservatorium und absolvierte eine Prüfung zum Chorleiter. Nach der Machtübergabe an die Nationalsozialisten floh er im April 1933 nach Palästina.
Ab Oktober 1934 arbeitete Gad Sulman als Assistent im Rothschild-Hadassah-Universitätshospital in Jerusalem als Endokrinologe und Pharmakologe, er wurde 1944 zum Lecturer ernannt, 1954 zum Senior Lecturer, 1959 zum Associate Professor und 1969 zum Professor. 1976 wurde er emeritiert. Er war über 30 Jahre Direktor des Departements for Clinical Pharmacology der Hadassah School of Medicine. Sulman war von 1946 bis 1960 Herausgeber der veterinärmedizinischen Zeitschrift Refuah Veterinarit. Neben seinem medizinischen Beruf war er weiterhin als Chorleiter aktiv und förderte die Gründung eines Chor-Festivals in der Kirche Abu Gosch.

## Schriften (Auswahl)
- Serologische Untersuchungen über Fleischfäulnis mit Hilfe der Komplementbindung, Präzipitation und Agglutination. Fischer, Jena 1931.
- Bernhard Zondek, Felix Sulman: Vaginal cycle of Microtus guentheri and its response to estrogenic and gonadotropic hormones. Rothschild-Hadassah University Hospital, Jerusalem, 1940.
- Felix Gad Sulman, Mishḳah BenDavid [u. a.]: Hypothalamic control of lactation. Springer, Berlin 1970.
- Health, weather, and climate. Karger, Basel 1976.
  - Manfred Köhnlechner, Felix Gad Sulman: Wetterbeschwerden: klimabedingte Leiden u. Erkrankungen, ihre Ursachen u. ihre Behandlung. Heyne, München 1980.
- The Effect of Air Ionization, Electric Fields, Atmospherics and Other Electric Phenomena on Man and Animal. Thomas, Jena 1980.
- Short and Long-Term Changes in Climate. CRC Press, Boca Raton 1982.